# BMW N74

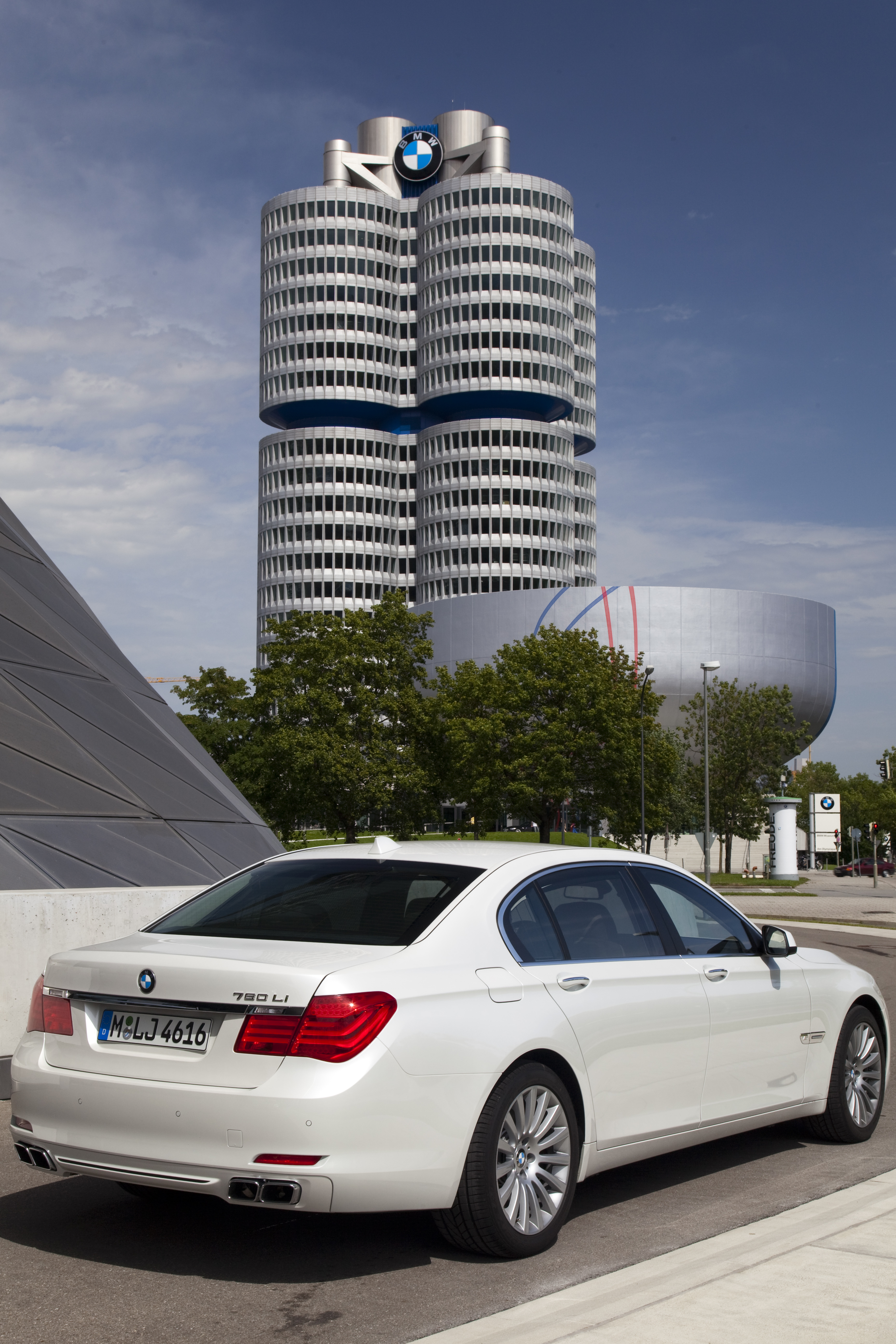
Una BMW 760Li (F02) di fronte al quartier generale BMW: questa vettura montava il 6 litri N74

La sigla BMW N74 identifica una piccola famiglia di motori a scoppio a benzina prodotti a partire dal 2009 dalla casa automobilistica tedesca BMW.

## Caratteristiche
Si tratta di una famiglia di due motori derivanti dal 6 litri N73, che viene così rimpiazzato. Tali motori, destinati esclusivamente a modelli di gran lusso, sono caratterizzati dalla doppia sovralimentazione, assente invece nel motore precedente. In questo caso, i due turbocompressori sono sistemati esternamente ad ognuna delle due bancate. Delle due versioni realizzate, la prima a debuttare è stata quella da 6 litri, lanciata nella seconda metà del 2009, mentre la seconda, da 6.6 litri, è stata introdotta solo qualche mese dopo, nel febbraio del 2010.

### N74B60
Questo motore è il diretto sostituto del motore N73, del quale riprende moltissime caratteristiche, come l'architettura di tipo V12, l'impiego massiccio di lega leggera per monoblocco e testate, ed addirittura le stesse caratteristiche dimensionali. Anche in questo caso, quindi, si tratta di un 6 litri che riprende tra l'altro anche l'alimentazione ad iniezione diretta, una soluzione tecnica verso cui puntano svariate Case automobilistiche nel periodo intorno alla fine degli anni 2000. Sempre dal precedente motore N73 vengono mutuati il sistema di fasatura variabile doppio VANOS (oramai imprescindibile su qualsiasi BMW) ed il Valvetronic per la regolazione continua dell'alzata delle valvole.
Tra le novità salienti di questo motore va senz'altro sottolineata la già citata doppia sovralimentazione, ottenuta mediante due turbocompressori di piccole dimensioni, uno per bancata, caratterizzati da una bassa inerzia. Tale caratteristica permette al motore di salire rapidamente di giri evitando il noto fenomeno del turbo-lag. Tali turbocompressori così configurati permettono al motore di erogare fino a 544 CV, un livello sicuramente non altissimo per un 6 litri biturbo, ma che in realtà è stato progettato per assicurare un'erogazione di coppia motrice tra le più pronte nella sua categoria, basti pensare che il picco massimo raggiunge ben 750 Nm già a 1500 giri/min e fino a 5000 giri/min. Questo motore trova applicazione esclusivamente sulle BMW 760i (F01) e 760Li (F02) (2009-15).
Di seguito viene mostrato un riepilogo delle principali caratteristiche del motore N74B60:
- architettura a 12 cilindri a V;
- angolo di 60° tra le bancate;
- testate e monoblocco in lega di alluminio;
- alesaggio e corsa: 89x80 mm;
- cilindrata: 5972 cm³;
- distribuzione a doppio asse a camme in testa per bancata;
- fasatura variabile mediante dispositivo doppio VANOS e dispositivo Valvetronic;
- testata a 4 valvole per cilindro;
- rapporto di compressione: 10:1;
- alimentazione ad iniezione elettronica diretta;
- sovralimentazione mediante doppio turbocompressore Honeywell MGT22;
- bielle forgiate;
- albero a gomiti forgiato su 7 supporti di banco;
- potenza massima: 544 CV a 5250 giri/min;
- coppia massima: 750 Nm tra 1500 e 5000 giri/min.

### Versione da 6.6 litri

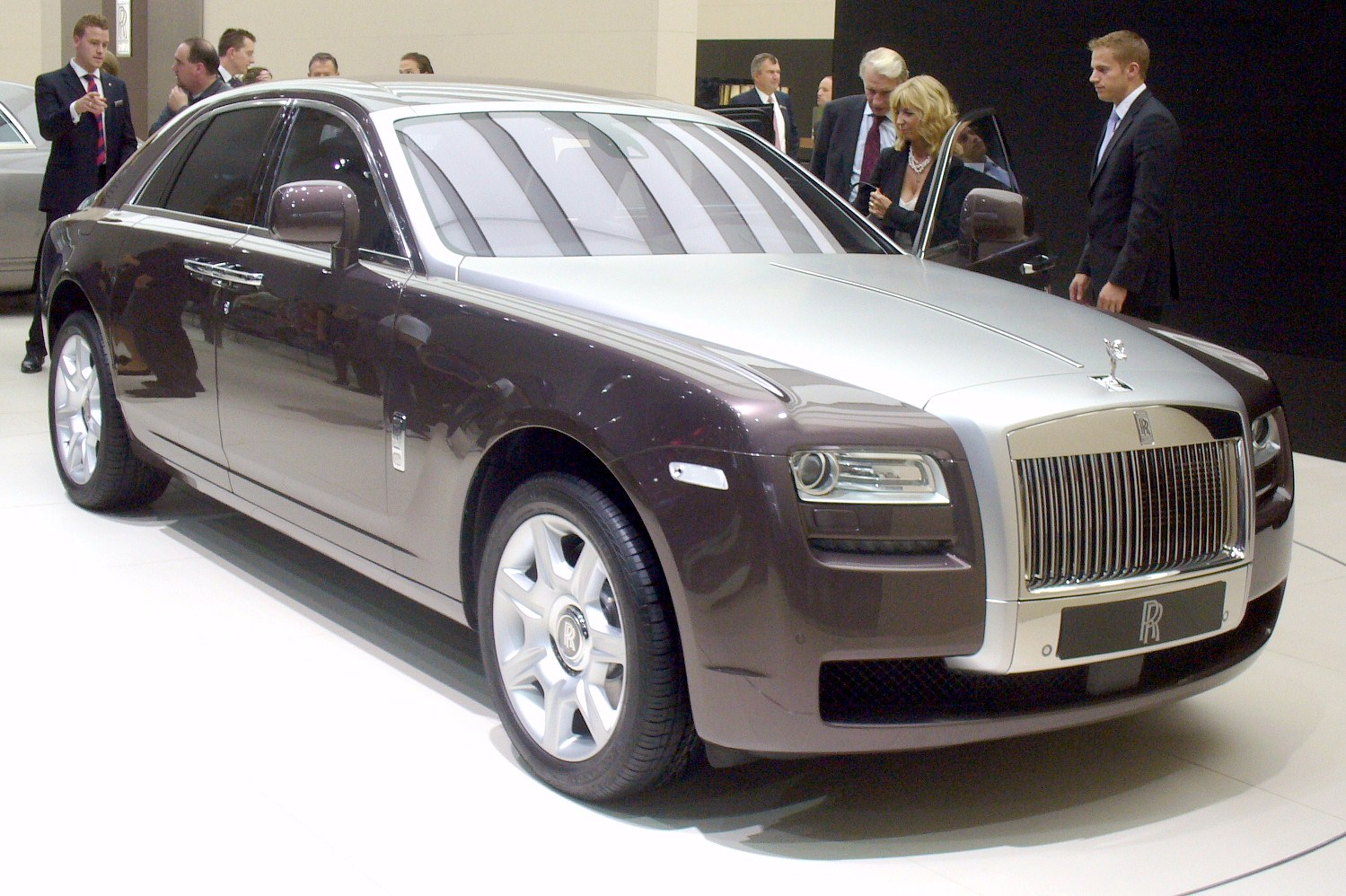
La Rolls-Royce Ghost, in listino dall'inizio del 2010, monta il 6.6 litri N74

Questo motore è in pratica una versione a corsa lunga del 6 litri appena descritto. Infatti, mentre il diametro dei cilindri rimane invariato ad 89 mm, la corsa viene portata ad 88.3 mm, dando luogo ad un motore della cilindrata di ben 6592 cc. Anche questo motore è caratterizzato da un rapporto di compressione pari a 10:1, ed eroga una potenza massima di 571 CV a 5250 giri/min (563 CV per i motori destinati al mercato statunitense), mentre la coppia massima raggiunge ben 780 Nm già a 1500 giri/min.
Tale motore è stato prodotto dalla BMW per essere montato sotto il cofano della Rolls-Royce Ghost (2010-14). In seguito, la gamma del V12 da 6.6 litri è stata estesa anche ad altre varianti con potenze di 601 e 632 CV. Assieme alla versione da 571 CV, questa gamma di motori è stata applicata alla seconda generazione della Rolls-Royce Ghost, in listino dal 2014, ed alla Rolls-Royce Wraith, variante coupé della Ghost (dal 2013) alla quale è riservata la sola variante da 632 CV.

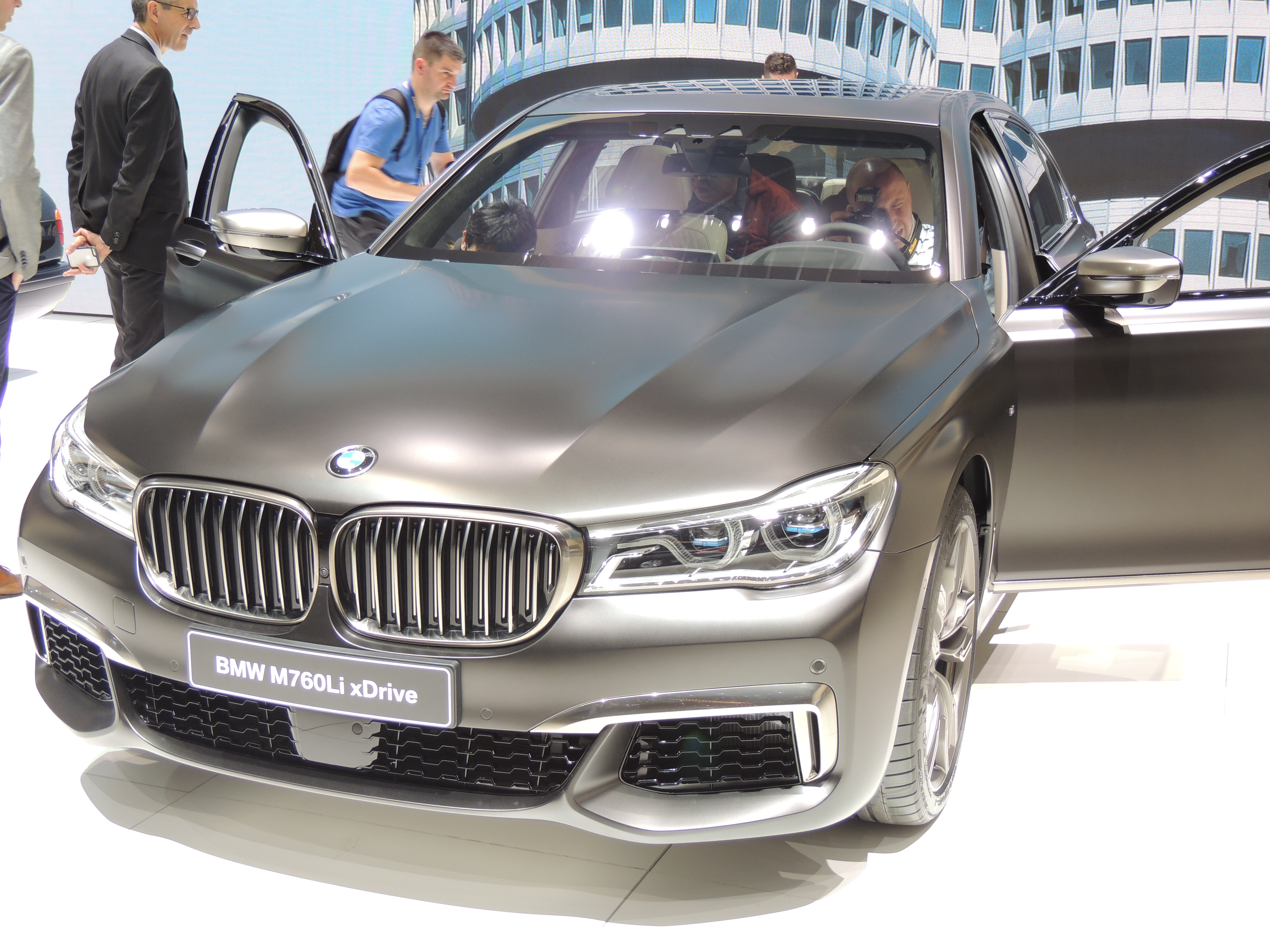
BMW M760Li xDrive del 2016 dotata del motore N74B66TÜ

Fino al 2015 le applicazioni del motore con al sigla N74B66 hanno compreso solo la produzione della Casa di Crewe, ma dalla metà del 2015, con il lancio della nuova generazione della Serie 7, contraddistinta dalla sigla G11, questo motore è stato rivisto per dare origine ad una nuova variante da montare anche sotto il cofano della versione di punta della nuova ammiraglia bavarese. E così, un anno dopo, vale a dire ne luglio del 2016, è stata lanciata la M760Li xDrive (10/2016-05/2018), equipaggiata con una variante da 610 CV di questo motore, variante che è stata realizzata in collaborazione con il reparto sportivo BMW M. In questa variante, denominata N74B66TÜ, la potenza massima si raggiunge ad un regime compreso fra 5250 e 6000 giri/min, mentre la coppia massima di 800 Nm è disponibile già a 1500 giri/min.
Già nel mese di gennaio del 2019 però, questo motore è stato sottoposto ad una rivisitazione che, a fronte di una potenza massima ridimensionata a 585 CV, ha consentito un incremento di coppia ai bassi regimi, dichiarata dalla Casa in 850 Nm fra 1600 e 4500 giri/min. Anche questa nuova riedizione del raffinato V12 BMW ha trovato posto sotto il cofano della top di gamma della Serie 7, ossia la BMW M760Li xDrive G12. Tale propulsore verrà prodotto ed utilizzato per la Serie 7 fino al novembre del 2020.